# Хрусьцелюв
Хрусьцелюв (пол. Chróścielów, нім. Krastillau) — село в Польщі, у гміні Кетш Глубчицького повіту Опольського воєводства.
Населення — 418 осіб (2011).

## Демографія
Демографічна структура станом на 31 березня 2011 року:
|          | Загалом | Допрацездатний вік | Працездатний вік | Постпрацездатний вік |
| -------- | ------- | ------------------ | ---------------- | -------------------- |
| Чоловіки | 193     | 26                 | 149              | 18                   |
| Жінки    | 225     | 41                 | 131              | 53                   |
| Разом    | 418     | 67                 | 280              | 71                   |